# Phalaenopsis equestris
Espèce
Phalaenopsis equestris est une espèce d'orchidées du genre Phalaenopsis.